# Johann Hoos
Johann Hoos (ur. 1908, zm. ?) – zbrodniarz nazistowski, członek załogi niemieckiego obozu koncentracyjnego Mauthausen-Gusen i SS-Mann.
Obywatel rumuński narodowości niemieckiej. Członek Waffen-SS od listopada 1943 (wcześniej służył w armii węgierskiej). W listopadzie 1943 rozpoczął służbę w kompanii szkoleniowej w Mauthausen. W marcu 1944 został strażnikiem w obozie głównym (między innymi w szpitalu więźniarskim) i funkcję tę pełnił do kwietnia 1945.
Johann Hoos został osądzony w procesie załogi Mauthausen-Gusen (US vs. Fabian Richter i inni) i skazany na karę 25 lat pozbawienia wolności. Jak ustalił trybunał, na przełomie marca i kwietnia 1944, podczas eskortowania transportu chorych więźniów, którzy przybyli z podobozu Ebensee, oskarżony zrzucił dwóch z nich z noszy, tak że stoczyli się po schodach ze znacznej wysokości. Obaj więźniowie, polscy Żydzi, na skutek tego zmarli.